# Leucodon sohayakiensis
Leucodon sohayakiensis är en bladmossart som beskrevs av Hiroyuki Akiyama 1988. Leucodon sohayakiensis ingår i släktet Leucodon och familjen Leucodontaceae. Inga underarter finns listade i Catalogue of Life.